# REAG Belas Artes
REAG Belas Artes  é um cinema de rua inaugurado no Brasil em julho de 1967. Desde a sua fundação está localizado na Rua da Consolação, 2.423, em São Paulo. A partir de 2013, o cinema passou a ser considerado patrimônio histórico do estado de São Paulo.  O REAG Belas Artes faz parte do Belas Artes Grupo, junto com a Pandora Filmes e o serviço de streaming Belas Artes à La Carte.

## História

### 1943-2019
Foi inaugurado em 1943 com o nome de Cine Ritz. A partir de 1948 passou a ser chamado de Cine Trianon. Como Cine Belas Artes, foi aberto em julho de 1967 com o filme “Os Russos Estão Chegando”, com a programação feita pela pela Sociedade Amigos da Cinemateca. Em 1980 foi dividido em seis salas, cada uma recebeu o nome de um artista brasileiro: Villa-Lobos, Candido Portinari, Oscar Niemeyer, Aleijadinho, Mario de Andrade e Carmen Miranda. Em 1982 um grande incêndio destruiu parte do cinema, e devido aos sinais de arrombamento no cofre e um maçarico encontrado no local, a polícia suspeitou que foi um ato criminoso, mas o inquérito nunca foi concluído.
Em 2002 o Belas Artes quase foi fechado. Posteriormente, André Sturm e a O2 Filmes, com apoio do banco HSBC, fecharam o cinema para reformar em 2003, que foi reinaugurado em 2004 exibindo simultantaneamente em todas as suas salas o filme Do Outro Lado da Rua, com Fernanda Montenegro e Raul Cortes. Em 2011 o Cine Belas Artes foi fechado novamente. Contra o fechamento do cinema, a população fez um abaixo assinado com 90 mil assinaturas. Em 2013, o cinema passou a ser considerado patrimônio histórico do estado de São Paulo.
Em 2014 o cinema é reaberto com patrocínio da Caixa Econômica Federal, e passou a ser sócio do ASAS.BR.COM, um coletivo internacional de inteligência criativa criado pela cineasta Paula Trabulsi. Em 2019 foi encerrado o patrocínio com a Caixa, e iniciado um acordo que passou o direitos de nome à cervejaria Petra. Em janeiro de 2024, a Reag Investimentos assumiu o patrocínio do cinema, que passou a se chamar REAG Belas Artes. 

### 2020-presente
2020
Em maio de 2020, iniciou um leilão com objetos enviados por artistas do Brasil para ajudar manter o cinema na pandemia de COVID-19, e mais tarde foi inaugurado um novo canal no YouTube, o Petra Belas Artes Digital. No mês seguinte, também devido a pandemia, iniciou as transmissões de filmes no Memorial da América Latina em formato de cinema drive-in. Até setembro de 2020, o Cine Drive-In teve um público de 38 mil espectadores.
Em outubro de 2020, como forma de homenagem, duas salas do cinema foram renomeadas, a 2 passou a se chamar Leon Cakoff, e a 3 Rubens Ewald Filho. Em dezembro foi lançado o cartão de presente do cinema, o "cartão amigo", que permite acesso ao cinema e ao streaming por preços variados.
2021
Em 24 de junho de 2021 o cinema foi reaberto, após ter encerrado as atividades em março do mesmo ano devido ao agravamento da crise da pandemia de Covid-19 em São Paulo. Em 15 de julho de 2021 inaugurou o Cine Gamer, que possibilita que o público compre bilhetes para as salas do cinemas para jogar PlayStation 4.
2023
Em setembro de 2023 o Grupo Petrópolis anunciou o fim do patrocínio com o cinema para dezembro do mesmo ano.
2024
Em janeiro de 2024, o Cine Belas Artes e a REAG Investimentos anunciam uma parceria para a preservação e revitalização do patrimônio cultural da cidade de São Paulo. A partir de agora, o grupo financeiro independente, com sede na Avenida Faria Lima, é o novo patrocinador do cinema, que passa a se chamar REAG Belas Artes.